# Питсвил (Мериленд)
Питсвил (енгл. Pittsville) град је у америчкој савезној држави Мериленд.

## Демографија
По попису из 2010. године број становника је 1.417, што је 235 (19,9%) становника више него 2000. године.
| Група             | 2000.         | 2010.         |
| Белци             | 1.026 (86,8%) | 1.265 (89,3%) |
| Афроамериканци    | 78 (6,6%)     | 68 (4,8%)     |
| Азијати           | 46 (3,9%)     | 22 (1,6%)     |
| Хиспаноамериканци | 19 (1,6%)     | 27 (1,9%)     |
| Укупно            | 1.182         | 1.417         |